# Гиттин, Вон (младший)
Вон Гиттин-младший (англ. Vaughn Gittin jr.), также известный как JR — американский гонщик-самоучка из штата Мэриленд, впоследствии ставший профессиональным дрифтером. В настоящее время выступает в Формуле D.

## Карьера
Карьеру Вон начал в 2002 году. Он тренировался на парковках вместе с Крисом Форсбергом, Тони Анжело и Райаном Туерком, которые спустя несколько лет сформировали основу команды Drift Alliance. Первым дрифтовым автомобилем Вона был Nissan 240SX S13, который он купил за 20 $ и полностью восстановил.
В 2003 году Вон выступил в первом дрифт-состязании на треке Summit Point Raceway, где занял второе место. Спустя год он завоевал первое место на DG Trials в Нью-Джерси.
В октябре 2003 года Гиттин принял участие в дрифт-шоу с участием Team Orange в Южной Калифорнии. После этого подписал контракт с Falken.
Вон стал единственным американским райдером, дважды ставшим чемпионом Гран При D1 – в 2005, когда он сумел обогнать даже Нобетэру Танигучи и Кэйити Цутия, и, ещё раз, спустя год.
В 2007 г. Гиттин перешёл в Формулу Дрифт. В 2010 стал чемпионом серии, выиграв 6 из 7 этапов чемпионата. В 2020 году становится двукратным чемпионом Formula Drift.

## Спонсоры
- Monster Energy
- Nitto Tires
- Ford
- K&N Filters
- Bosch Auto Parts
- HPI Racing
- Magnaflow
- Exedy Clutches
- Electric Vision
- Mustang RTR
- Alpinestars
- Ford Racing
- Hoonigan
- Gumout

## Компьютерные игры
В компьютерной игре "Shift 2: Unleashed" есть персонаж Гиттина. Также он был замечен игре "Need for Speed (2015)" в сюжетной арке про Кена Блока. Помимо этого, Вон появляется в виде голоса в одной из миссий игры Forza Horizon 5.